# СныВидения
«СныВидения» (англ. DreamsVisions) — двенадцатый студийный альбом группы «Рада и Терновник», выпущенный в декабре 2020 года на физическом носителе на лейбле A-Ram (Англия, напечатан в Германии) и в цифровой дистрибуции лейблом «Союз Мьюзик». Презентация альбома ожидается в середине апреля 2021 года.

## Описание
Альбом «СныВидения» (в английском вариант «DreamsVisions») вышел после длительного перерыва и отличается от предыдущего симфо-рокового диска «Сёстры», который наполнен фолк-мотивами и прог-роковыми эпизодами.
Музыкальные критики подчёркивают роковость нового альбома с ярко выраженной психоделией и элементами фолк-, арт-, прог- и экспериментального рока. Так, на альбоме есть новая версия давнишнего хита «Где-то сказки были», но сыгранного не в привычном фолк-роковом стиле: «тут это какие-то новые, „другие“ сказки, более резкие и звонкие». Критики находят параллели в новой работе с самым первым альбомом «Графика» и «эпохальным альбомом» «Укок».
«Мы не говорим о чистой музыке инобытия. Мы говорим о музыке места и времени, где соприкасается земное и волшебное, телесное и внетелесное», — сообщила Рада.
В записи альбома приняли участие саксофонист Сергей Летов («Милая» и «Вороненок»); тувинский гитарист и певец Альберт Кувезин («Шаманы»); таблист Кирилл Паренчук и сякухатист Андрея Жилин («Иван-Дурак»); а также дарк-фолковая певица Алёна Ка Бу («Вспомянешь»).
Альбом сводился больше года. Первый вариант, предложенный приглашённым звукорежиссёром был отвергнут. В результате, альбом сведён Владимиром Анчевским.
В оформлении альбома использованы работы из фотопроекта «Орфей» авторства Евгении Лис. На заглавном фото обложки — Рада в образе современного Орфея в зарослях хмеля.

## Список композиций
| №                   | Название                                   | Длительность |
| ------------------- | ------------------------------------------ | ------------ |
| 1.                  | «Воронёнок / The Raven Child»              | 5:40         |
| 2.                  | «Животное / Beast»                         | 5:48         |
| 3.                  | «Сирин с Алконостом / Alkonost and Sirin»  | 6:53         |
| 4.                  | «Кали-юга / Kali Yuga»                     | 10:13        |
| 5.                  | «Космическая связь / The Space Connection» | 4:00         |
| 6.                  | «Шаманы / Shamans»                         | 5:32         |
| 7.                  | «Милая / Darling»                          | 3:54         |
| 8.                  | «Душенька / Soul»                          | 3:24         |
| 9.                  | «Вспомянешь / You'll Remember»             | 4:44         |
| 10.                 | «Где-то сказки были / Once Upon a Time»    | 3:04         |
| 11.                 | «Иван-дурак / Ivan The Fool»               | 5:12         |
| Общая длительность: | Общая длительность:                        | 58:29        |

## Состав
- Рада — вокал, песни.
- Владимир Анчевский — гитары.
- Николай Котовский — бас-гитара.
- Евгений Кудряшов — ударные.
- Сергей Летов — саксофон.
- Алёна Ка Бу — вокал, шаманский бубен.
- Альберт Кувезин — каргыраа.
- Андрей Жилин — сякухати.
- Кирилл Паренчук — табла.
- Владимир Анчевский — сведение.

### Альбом
- «DreamsVisions» на Bandcamp.
- «СныВидения» на Spotify.
- «СныВидения» на YouTube Music.
- «СныВидения» на Яндекс.Музыка.

### Прочее
- Группа Рада и Терновник отметила День рождения солистки мистерией и раскрыла тайны нового альбома // Александр В. Волков, Русские Викиновости, 15 октября 2018 года.